# Recaizade Mahmud Ekrem
Recaizade Mahmud Ekrem (n. 1 martie 1847 – d. 31 ianuarie 1914) este unul dintre marii oameni de cultură ai secolului al XIX-lea, fiind un renumit scriitor turc.

## Date biografice
Este fiul lui Mehmet Șakir Recai Efendi și al lui Rabia Adviye Hanım, ambii membrii ale unor familii de seama. În copilărie a învățat de la tatăl său limba arabă, mai precis dialectul sirian, și limba persană, iar procesul oficial de școlarizare a început la Bayezit Rușdiye, iar în anul 1858 după ce termină Mekteb-i Irfan se înscrie la Harbiye İdadîsi (Liceul Militar) însă din cauza unor probleme de sănatate nu își poate finaliza studiile.
În anul 1862 începe să lucreze la Hariciye Mektubî Kalemi(Biroul Afacerilor Externe), unde învață limba franceză și începe să fie interesat de literatură. Tot în această perioadă face cunoștință cu Namik Kemal și începe să participe la ședințele Encümen-i Șuarâ (Consiliul Poeților).
A fost asistent șef la birourile de reformare - Tanzimat  (1874), în anul 1877 a fost membru al Șura-yı Devlet, în intervalul 1880-1888 a studiat la Mekteb-i Mülkiye și la Galatasaray Sultanisi, iar din 1908 până în 1914 este membru al Meclis-i Âyân.
A făcut parte din cea de a doua generație de poeți reformatori, care au pus bazele curentului de Literatură Nouă, temele abordate fiind subiecte ale vieții cotidiene. De asemenea  a contribuit și la curentul Servet-i Fünûn( Tezaurul Științei), curent ce punea accent pe problemele vieții oamenilor sub regimul dur al sultanului Abdülhamit II. Este considerat o ”punte de trecere” între romantismul lui Namik Kemal și realismul lui Ömer Seyfettin. 

## Viața literară
În ceea ce privește genurile abordate, a atins o paletă largă, scriind atât versuri unde au predominat temele romantice, proză și piese de teatru într-un stil clasic, dar și studii teoretice de literatură care criticau formele tradiționale de exprimare artistică. Singurul său roman, Araba Sevdası este primul roman realist din literatura turcă. 
Activitatea sa literară debutează cu publicarea articolelor sale în gazete precum Tasvîr-i Efkâr (la conducerea căreia avea sa ajungă odată cu plecarea lui Namik Kemal în Franța), Terakki (Progres), Hakayıku'l-vekayi și astfel numele său începe să se facă auzit în lumea scriitorilor.
Prima sa carte, Afife Anjelik este publicată în anul 1870, urmată în anul 1871 de o antologie de poezii ce avea să fie tipărită sub numele Nağme-i Seher, urmată la rându-i de un alt volum de poezii intitulat Yâdigâr-ı Șebâb în anul 1873.
În anul 1872, traduce Atala, un roman al lui Chateaubriand, asupra căruia intervine și îl transformă în piesă de teatru.
Scrie apoi piesa Vuslat în 1874 și în același an traduce opera Mes Prisons a lui Silvio Pellico. Toate aceste publicații îi aduc faima binemeritată, devenind apoi profesor la Facultatea de Științe Politice, publicând în 1879 sub numele Talîm-i Edebiyyat notițele pe care le-a predat elevilor în această perioadă. Urmează o perioadă productivă publicând mai multe cărți până în 1886 când se îndepărtează de activitatea literară în urma reacților dure și a criticilor pe care le primește.
Însă durerea îndepărtării de lumea scriitorilor îi este alinată de venirea pe lume a fiului său, Mehmet Nijad, și își continuă activitatea de funcționar. Este trimis în Tripolitania ca șef al delegației, apoi în Malta, iar la întoarcerea din Malta este trimis pe Büyük Ada.
Își reia activitatea scriitoricească, scriind nuvelele Saime și Muhsin Bey. Moartea lui Namik Kemal în data de 2 decembrie 1889 și faptul ca Hamit era însărcinat cu diverse funcții în străinătate au stat de asemenea la baza iesiri din lumea literară a poetului, care rămas fără doi susținători puternici ai literaturii noi, este nevoit să creeze un nou mediu literar. Astfel, alături de Ahmet Ihsan și Tevfik Fikret, face din Servet-i Fünûn o revistă literară, unde avea să publice, episodic, începând cu numărul 256 (Februarie, 1896) al gazetei, romanul Araba Sevdası.
După curentul Servet-i Fünûn, Recaizade Mahmut Ekrem, se retrage oarecum din mediile literare, alegând să își petreacă timpul alături de fiul său pe Büyük Ada. În prima zi a lunii martie din anul 1898, scriitorul primește cea mai grea lovitură a vieții sale prin moartea timpurie a fiului său, eveniment în urma căruia decide să se izoleze.
Perioada de izolare durează până în perioada celei de a doua Constituții. Este chemat să lucreze, în cabinetul fondat de Kamil Pașsa, însă Mahmut Ekrem refuză această ofertă. Începând cu 28 noiembrie 1908 începe să lucreze la A'yân Âzalığı unde rămâne în funcție până la sfârșitul vieții.
Alături de Ibrahim Șinasi și Namık Kemal este una dintre principalele personalități care au depus eforturi pentru schimbarea și dezvoltarea literaturii turce, reușind să îi dea un nou înțeles și să îi ofere o imagine nouă. 
A fost influențat de scriitori străini care au avut un rol important în formarea lui artistică. Dintre aceștia îi putem enumera pe Nicolas Boileau (1636-1711), Emile Lefranc, Alphonse de Lamartine, Victor Hugo sau François-René de Chateaubriand.

## Sfârșitul vieții
Recaizade Mahmut Ekrem se stinge din viață în zorii zilei de 31 ianuarie 1914 și este înmormântat lângă fiul său Nijad în cimitirul Küçüksu. 

## Opere

#### Poezii
- Nağme-i Seher (1871)
- Yadigâr-ı Șebâb (1873)
- Zemzeme (3 volume, 1883-1885) – Zam Zam
- Tefekkür (1888) – Meditație
- Pejmürde (1893) - Abătut
- Nijad Ekrem (2 volume 1900-1910)
- Nefrin (1914)

#### Romane
- Araba Sevdası (1896) [12]

#### Povestiri
- Saime (1888)
- Muhsin Bey (1890)  (Domnul Muhsin)
- Șemsa (1895) [13]

#### Piese de teatru
- Afife Anjelik (1870)
- Atala (1873)
- Vuslat (1874) (Timpul Întâlnirii)
- Çok Bilen Çok Yanılır (1916) (Cel care știe, greșeste)[14]

#### Proză
- Talim-i Edebiyat (1872) – (Literatura în practică)
- Takdir-i Elhan (1886) (Aprecierea Conducătorului)
- Kudemaden Birkaç Șair (1888)
- Takrizat (1896) – (Aprecieri)[15]